# Bundesstraße 464
Pour les articles homonymes, voir Route 464.
La Bundesstraße 464 est une Bundesstraße du Land de Bade-Wurtemberg.

## Géographie
La route comprend deux tronçons non reliés à travers les arrondissements de Böblingen, Tübingen et Reutlingen. Le ministère fédéral des Transports prévoit une extension vers le nord-ouest de la Bundesautobahn 8 près de Leonberg, pour laquelle la sortie de Renningen-Süd à la B 295, déjà étendue à quatre voies, doit être étendue.

## Histoire
La route de Böblingen par Holzgerlingen à Tübingen est construite de 1808 à 1823 en tant que Vicinalstrasse. En 1861, elle devient la Staatsstraße Nr. 84.
À l'origine, la route ne relie que la Kälberstelle à la B 14 jusqu'à Böblingen. La Kälberstelle se situe au sud de Weil im Schönbuch et est un croisement entre l'ancien tracé de la B 27 (aujourd'hui officiellement Landesstraße 1208) et la B 464. En 2002, le contournement de Böblingen est inauguré. De plus, l'A 833 construit dans les années 1970 est renommé B 464. En 2002, la route de Kälberstelle à Pliezhausen est rebaptisée B 464, de sorte que depuis lors, la B 464 relie Böblingen à Reutlingen. À Böblingen-Hulb, il y a une connexion à l'A 81.
L'extension de la B 464 à Renningen est construite entre 2005 et 2014, après que le début effectif de la construction fut considérablement retardé en raison de l'appel d'offres européen légalement requis.

## Source
- (de) Cet article est partiellement ou en totalité issu de l’article de Wikipédia en allemand intitulé « Bundesstraße 464 » (voir la liste des auteurs).

1. ↑  (de) « Die Bundes- und Reichsstraßen in Deutschland - Nr. ab 399 » [archive du 15 octobre 2008], sur home.arcor.de (consulté le 18 juillet 2025)